# Skelsmergh and Scalthwaiterigg
Skelsmergh and Scalthwaiterigg är en civil parish  i Cumbria i England.
Den bildades 1 april 2015 genom sammanslagning av Skelsmergh och Scalthwaiterigg civil parishes.